# Radeon R300
Radeon R300 – trzecia generacja procesorów graficznych Radeon firmy ATI Technologies wprowadzona w sierpniu 2002 roku. Seria wykorzystuje możliwości bibliotek Direct3D 9.0 oraz OpenGL 2.x. R300 był jednym z pierwszych chipsetów graficznych wykorzystujących w pełni możliwości Direct3D 9.
Procesor w wersji zintegrowanej oparty na tej linii nosi nazwę Xpress 200.

## Modele kart
- Radeon 9500
  - Radeon 9500 Pro
- Radeon 9550
  - Radeon 9550 SE
- Radeon 9600
  - Radeon 9600 SE
  - Radeon 9600 Pro
  - Radeon 9600 XT
- Radeon 9700
  - Radeon 9700 Pro
- Radeon 9800
  - Radeon 9800 SE 128Bit
  - Radeon 9800 SE 256Bit
  - Radeon 9800 Pro
  - Radeon 9800 XT